# Galgenberg und Fuchshöhlen
Koordinaten: 51° 30′ 2″ N, 11° 40′ 59″ O

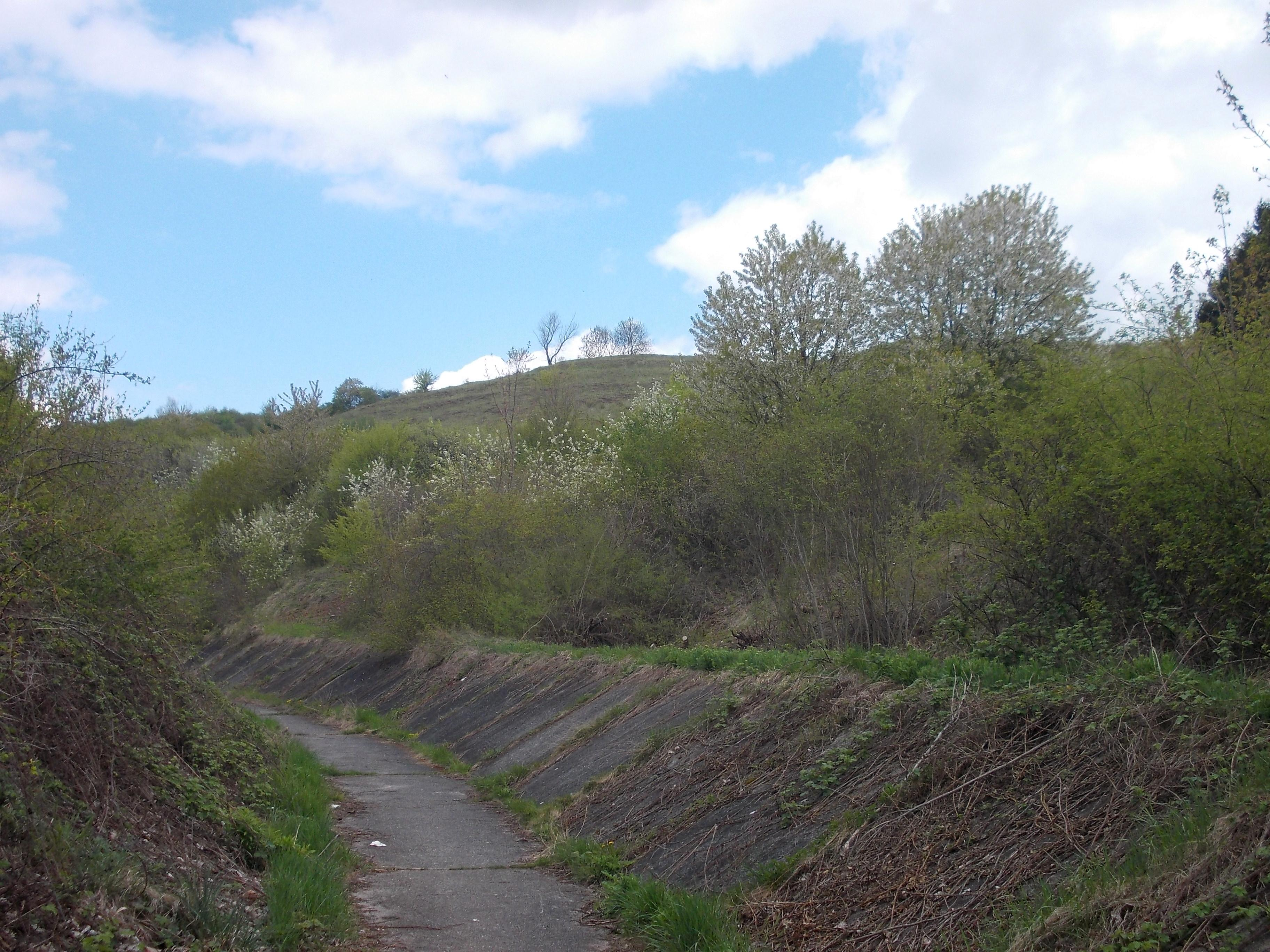
Südrand des Naturschutzgebietes gegenüber vom Seeburger Campingplatz

Das Galgenberg und Fuchshöhlen ist ein Naturschutzgebiet in der Gemeinde Seegebiet Mansfelder Land im Landkreis Mansfeld-Südharz in Sachsen-Anhalt.
Das Naturschutzgebiet mit dem Kennzeichen NSG 0111 ist 36,85 Hektar groß. Es ist Bestandteil des rund 84 Hektar großen FFH-Gebietes „Trockenrasenhänge nördlich des Süßen Sees“ und wird vom Landschaftsschutzgebiet „Süßer See; Süßer und Salziger See“ umgeben. Das Gebiet steht seit 1967 unter Schutz (Datum der Verordnung: 11. September 1967). Zuständige untere Naturschutzbehörde ist der Landkreis Mansfeld-Südharz.
Das Naturschutzgebiet liegt im östlichen Harzvorland nordwestlich von Seeburg. Es stellt ein Mosaik aus Trocken- und Halbtrockenrasen auf dem Riß nördlich des Süßen Sees unter Schutz. Die Hänge des Riß sind im Naturschutzgebiet überwiegend in südliche und westliche Richtung exponiert. Auf den trockenen Standorten wachsen u. a. Fiederzwenke, Stängelloser Tragant, Dänischer Tragant, Gänsesterbe, Niedrige Segge, Zypressenwolfsmilch, Steppenwolfsmilch, Zottige Fahnenwicke und Frühlingsadonisröschen. Vereinzelt tritt auch Deutscher Ziest auf. Kleinflächig sind Trockenrasen mit Echtem Federgras, Walliser Schwingel, Echter Hundszunge, Igelsame und Braunem Mönchskraut. Neben den Trocken- und Halbtrockenrasen sind Felsfluren, xerotherme Gebüsche und einige verbuschte Streuobstwiesen zu finden.
Im Naturschutzgebiet sind zahlreiche Vogelarten heimisch, darunter Steinschmätzer, Dorn- und Sperbergrasmücke, Neuntöter, Wendehals, Goldammer und Grünspecht. Daneben ist es Lebensraum für Insekten und Kleinsäuger.
An die Trocken- und Halbtrockenrasen schließen sich überwiegend landwirtschaftliche Nutzflächen an. Im Süden grenzt das Naturschutzgebiet an einen Campingplatz und eine Wochenendhaussiedlung.